# Dumb (canción de Nirvana)
«Dumb» es una canción de la banda grunge Nirvana, del álbum de 1993, titulado In Utero. Es la sexta pista en dicho álbum. La canción fue posicionada entre las 10 mejores canciones de la banda, por varias revistas.

## Historia
Esta composición, con un sonido similar al de The Beatles, fue creada por el cantautor y guitarrista Kurt Cobain en 1990. La canción fue interpretada en vivo por primera vez el 25 de septiembre de ese año, en una presentación de Cobain en un programa de una emisora radial universitaria en Olympia (Washington), presentado por Calvin Johnson. Fue tocada por primera vez por la banda en un concierto el 25 de noviembre en el The Off Ramp en Seattle.

## Otras versiones
En la gira promocional de In Utero las interpretaciones incluían (como en la versión del álbum, interpretada por Kera Schaley) a un violonchelista, incluyendo a Lori Goldston (que tocó en la versión de la canción de MTV Unplugged) y Melora Creager de la banda Rasputina. La versión del Unplugged aparece en el álbum de 1994, MTV Unplugged in New York.
Una versión eléctrica fue grabada el 3 de septiembre de 1991 durante una sesión con John Peel para la BBC en Londres, Inglaterra. Esta versión fue lanzada póstumamente en el box set de 2004 With the Lights Out. La canción fue grabada en forma instrumental por primera vez en un estudio en octubre de 1992 por Jack Endino en Seattle.
La versión original de la canción, grabada en febrero de 1993, fue incluida en la compilación póstuma Nirvana.

## Significado
De acuerdo a Cobain, «Dumb» fue inspirada por la envidia que sentía por la gente con «falta de inteligencia y fácil de sorprender», quienes aparentemente logran hacer su camino por la vida sin sentirse tristes o deprimidos. Cobain declaró en una entrevista en 1993:

He conocido a mucha gente tonta. Tienen un trabajo horrible, podrán estar totalmente solos... y aun así, por alguna razón son felices.
Kurt Cobain a Melody Maker

En una entrevista con Chicago Sun-Times el mismo año, Cobain reveló otro significado de la canción: «En realidad, esa canción es sobre una concusión. Era sólo una de esas canciones grabadas en una demo multipista en la noche, muy tarde». Esta versión sobre el significado fue una respuesta sobre la idea del crítico musical Jim DeRogatis de que "Dumb" era sobre adicción a las drogas.

## Versiones por otros artistas
La canción ha sido versionada por:
- Hole (cuya líder es la viuda de Cobain, Courtney Love)
- Finch
- Yellowcard

## Recepción
En su reseña de In Utero para Rolling Stone, David Fricke citó «Dumb», junto con «Heart-Shaped Box», como evidencia de que si la Generación X "alguna vez va a tener su propio John Lennon... Cobain está muy cerca de eso. Will Bryant de Pitchfork calificó la canción como "uno de los esfuerzos más subestimados de Cobain, una revisión populista de «Lithium» que reemplaza la misantropía de Nevermind por un serio autodesprecio". Bryant elogió la forma de tocar el violonchelo de Kera Schaley como el "arma secreta" de la canción y el puente como "sin duda alguna, lo mejor de Cobain".
En una entrevista de 1993 con Rolling Stone, Cobain le dijo a Fricke que deseaba haber incluido más canciones como «Dumb» y «All Apologies» en anteriores álbumes de Nirvana, diciendo que hasta ahora "no había mostrado el lado más suave y dinámico de nuestra banda".

## Curiosidades
- Aunque nunca fue lanzada como un sencillo, «Dumb» fue escogida por varias emisoras de rock alternativo y se convirtió en un modesto éxito.

- Al igual que otras canciones del álbum, «Dumb» apareció en varios bootlegs antes del lanzamiento del álbum; cuando Cobain empezó a tocar sus primeros acordes en la presentación de Nirvana en el Festival de Reading en agosto de 1992, gran parte de la audiencia empezó a cantarla, haciendo que el bajista Krist Novoselic declarara bromeando: «¡El poder del bootleg, Kurt!»
- Un breve extracto de la canción, grabado el 10 de noviembre de 1993 en Springfield (Massachusetts) aparece en las versiones de vinilo del álbum en directo de 1996 From the Muddy Banks of the Wishkah. En esta versión, Cobain repite accidentalmente el segundo verso de la canción en vez de ir al puente, y se detiene para disculparse con la audiencia.

## Personal
- Kurt Cobain: Voz principal y guitarra.
- Krist Novoselic: Bajo.
- Kera Schaley: Chelo.
- Dave Grohl: Batería y coros.